# Rhacochelifer quadrimaculatus
Rhacochelifer quadrimaculatus är en spindeldjursart som först beskrevs av Tömösváry 1882.  Rhacochelifer quadrimaculatus ingår i släktet Rhacochelifer och familjen tvåögonklokrypare. Inga underarter finns listade i Catalogue of Life.